# チキン・キーウ演説
チキン・キーウ演説、チキン・キエフ演説（英語: Chicken Kiev speech）とは、1991年8月1日にアメリカ合衆国大統領であったジョージ・H・W・ブッシュがウクライナの首都キーウを訪れて、ウクライナ最高会議の演壇で行った演説の通称。

## 演説の概要
演説の中でブッシュは「自由と独立とは同じではない」と述べ、「遠方（モスクワ）の押し付けられた専制政治を地方の専制に取って換えるために独立を目指す人々をアメリカ合衆国が支持することはない」と主張した。さらに、「民族的憎悪から生まれた自滅的なナショナリズムを促進する人々をアメリカ合衆国が援助することはない」と強調した。
ブッシュはウクライナ入りする前日にモスクワでソビエト連邦大統領のミハイル・ゴルバチョフと会談を行い、ゴルバチョフから「ウクライナの独立要求は自殺に等しい民族主義」と警告され、これを自身の演説にそのまま引用している。

## 演説に対する評価と反響
この演説はウクライナ国内外から批判されることになった。
ウクライナ国内の民族主義者やインテリ層、アメリカ合衆国のウクライナ系アメリカ人は、アメリカ合衆国がソビエト連邦の維持を望み、ウクライナの独立を支持していないものと解釈した。
アメリカ合衆国内においては、演説に対する反対活動が起こり、1992年アメリカ合衆国大統領選挙を目前にひかえていたブッシュ大統領陣営にとって、対ソビエト連邦、及び対ウクライナ政策に少なからぬ影響を与えたと考えられる。この演説までのブッシュ政権はソビエト連邦の各共和国の自治の拡大は支持しながらも、各共和国の完全な分離独立には慎重な姿勢を示してきていた。ミハイル・ホドルコフスキーは著書『ロシアの二〇世紀』において、「核武装国家であるソビエト連邦が暴力的に分裂する可能性を憂慮したアメリカ合衆国とイギリスがゴルバチョフを支援してソビエト連邦維持に手を貸すことにした。演説はアメリカ合衆国政府がウクライナの実情を全くわかっていないことを示していた」と呆れている。
実際のところ、ブッシュ政権がウクライナに無関心だったわけではない。ソ連8月クーデター（1991年8月19日）にあたっては、モスクワでの政治闘争に最大の注意を払っ
ており、ソビエト連邦構成共和国、中でもウクライナの動向には注意を向けていたが、その関心はあくまでもソビエト連邦中央情勢への関心から派生した付随的なものに留まっていた。その証左にクーデターに対してウクライナ初代大統領レオニード・クラフチュクが取り得る立場をブッシュが確認したのはクラフチュク本人ではなく、ロシア共和国大統領のボリス・エリツィンであった。
ブッシュ政権は、演説の失敗を教訓にし、ソビエト連邦中央重視の姿勢は維持しつつも、ウクライナをはじめとした各共和国の独立志向とその過敏さにも注目するようになっていった。
ブッシュのウクライナ訪問は、アメリカ合衆国の対ウクライナ政策の大きな転換点となったと考えられる。
実際、演説以降、歴史は「ソビエト連邦維持」の思惑とは真逆へと急速に動いて行く。1991年8月24日にはウクライナは独立を宣言し、同年12月1日に行われた独立の賛否を問うウクライナ国民投票では90パーセント超が独立に賛成した。同年12月25日にはソビエト連邦そのものが消滅することになった。

### 名称について
名称の名付け親はウィリアム・サファイアであり、「チキン・キーウ」はウクライナ伝統の鶏肉料理であるチキンキエフ（チキンキーウ）に由来する。
サファイアは、「ウクライナの独立を認めることの恐怖心が現れた」とブッシュを指弾した。なお、英語表現では「チキン」には「臆病者」の意味もある。